# جیم برودبنت
جیمز برودبنت (به انگلیسی: James Broadbent) (زاده ۲۴ مه ۱۹۴۹) بازیگر انگلیسی سینما، تلویزیون و تئاتر است. وی در سال ۲۰۰۱ برای بازی در فیلم آیریس برنده جایزه اسکار بهترین بازیگر نقش مکمل مرد و جایزه گلدن گلوب بهترین بازیگر نقش مکمل مرد شد.
از نقش‌های برجسته جیمز برودبنت می‌توان به بازی در فیلم‌های برزیل (۱۹۸۵)، سوپرمن ۴: در جستجوی صلح (۱۹۸۷)، قرض‌کنندگان (۱۹۹۷)، دارودسته‌های نیویورکی (۲۰۰۲)، دور دنیا در ۸۰ روز (۲۰۰۴)، ایندیانا جونز و قلمرو جمجمه بلورین (۲۰۰۸)، سالی دیگر (۲۰۱۰) و بانویی در ون (۲۰۱۵) اشاره کرد. وی همچنین بازیگر نقش هوریس اسلاگهورن در مجموعه فیلم‌های هری پاتر است. او در سال ۲۰۱۷ برای بازی در فصل هفتم سریال بازی تاج‌وتخت به جمع بازیگران این مجموعه اضافه شد.

## فیلم‌شناسی

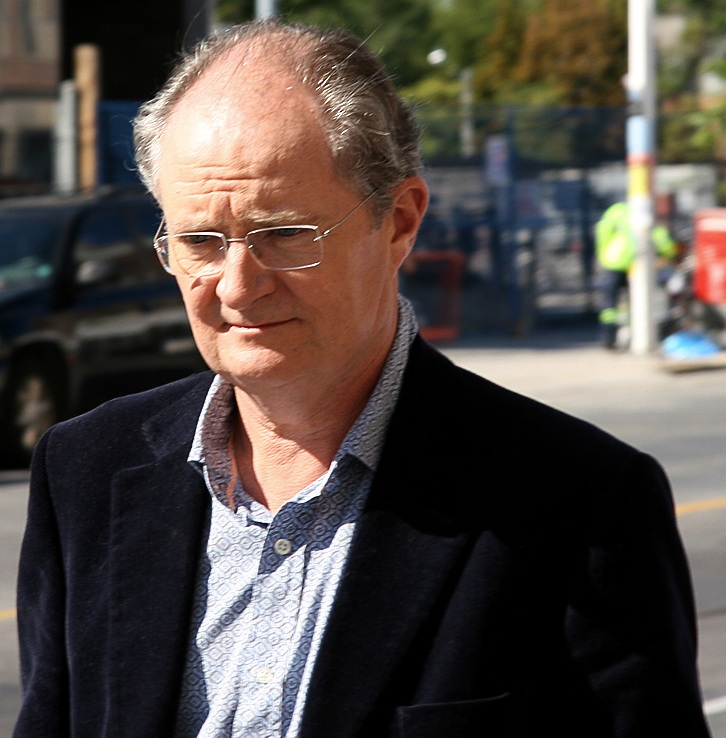
جیم برودبنت در جشنواره بین‌المللی فیلم تورنتو در سال ۲۰۰۷

### فیلم
- ضربه (۱۹۸۴)
- برزیل (۱۹۸۵)
- پدر خوب (۱۹۸۵)
- سوپرمن ۴: در جستجوی صلح (۱۹۸۷)
- اریک وایکینگ (۱۹۸۹)
- ریچارد سوم (۱۹۹۵)
- جادوی خشن (۱۹۹۵)
- مأمور مخفی (۱۹۹۶)
- قرض‌کنندگان (۱۹۹۷)
- انتقام‌جویان (۱۹۹۸)
- وارونه (۱۹۹۹)
- خاطرات بریجت جونز (۲۰۰۱)
- مولن روژ! (۲۰۰۱)
- آیریس (۲۰۰۱)
- نیکلاس نیکلبی (۲۰۰۲)
- دارودسته‌های نیویورکی (۲۰۰۲)
- چیزهای روشن جوان (۲۰۰۳)
- دور دنیا در ۸۰ روز (۲۰۰۴)
- بریجت جونز: نکته باریک (۲۰۰۴)
- سرگذشت نارنیا: شیر، کمد و جادوگر (۲۰۰۵)
- محرمانه مدرسه هنر (۲۰۰۶)
- ایندیانا جونز و قلمرو جمجمه بلورین (۲۰۰۸)
- اینکهارت (۲۰۰۸)
- ویکتوریای جوان (۲۰۰۹)
- یونایتد لعنتی (۲۰۰۹)
- هری پاتر و شاهزاده دورگه (۲۰۰۹)
- سالی دیگر (۲۰۱۰)
- هری پاتر و یادگاران مرگ – قسمت دوم (۲۰۱۱)
- آرتور کریسمس (۲۰۱۱)
- بانوی آهنی (۲۰۱۱)
- کلاود اطلس (۲۰۱۲)
- آخر هفته (۲۰۱۳)
- پدینگتون (۲۰۱۴)
- بروکلین (۲۰۱۵)
- بانویی در ون (۲۰۱۵)
- ادی عقاب (۲۰۱۶)
- افسانه تارزان (۲۰۱۶)
- استریکس: سرزمین خدایان (۲۰۱۶)
- بچه بریجت جونز (۲۰۱۶)
- پدینگتون ۲ (۲۰۱۷)
- حس یک پایان (۲۰۱۷)
- دولیتل (۲۰۲۰)
- شش دقیقه مانده تا نیمه‌شب (۲۰۲۰)
- دوک (۲۰۲۰)

### تلویزیون
- پرنده شکاری (۱۹۸۲)
- طوفان انباشته شده (۲۰۰۲)
- لانگ‌فورد (۲۰۰۶)
- جنگ و صلح (۲۰۱۶)
- بازی تاج‌وتخت (۲۰۱۷)

## بخشی از جوایز و افتخارات

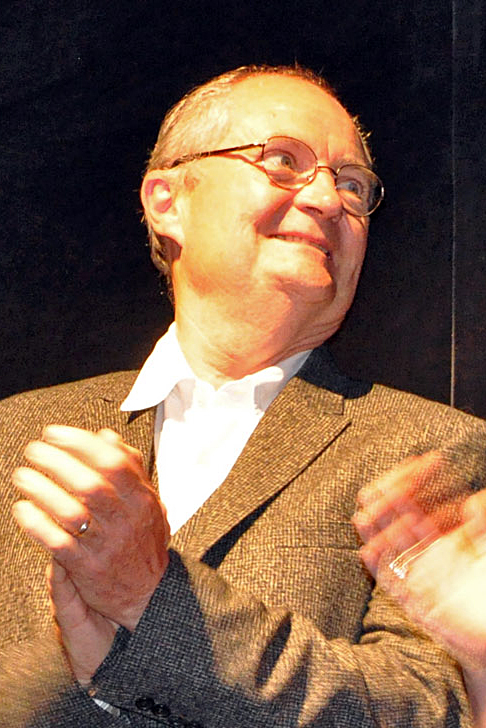
جیم برودبنت در جشنواره بین‌المللی فیلم تورنتو در سال ۲۰۱۰

### جایزه اسکار
- برنده جایزه اسکار بهترین بازیگر نقش مکمل مرد فیلم آیریس در سال ۲۰۰۱

### جایزه بفتا
- کاندیدای بفتای بهترین بازیگر نقش اول مرد برای فیلم وارونه در سال ۱۹۹۹
- برنده بفتا بهترین بازیگر مکمل مرد برای فیلم مولن روژ! در سال ۲۰۰۱
- کاندیدای بفتا بهترین بازیگر نقش اول مرد برای فیلم آیریس در سال ۲۰۰۱
- کاندیدای بفتا بهترین بازیگر نقش مکمل مرد برای فیلم بانوی آهنی در سال ۲۰۱۱

### جایزه امی
- کاندیدای جایزه امی بهترین بازیگر نقش مکمل در سریال یا فیلم برای فیلم تلویزیونی طوفان انباشته‌شده در سال ۲۰۰۲
- کاندیدای جایزه امی بهترین بازیگر در یک سریال یا فیلم برای فیلم تلویزیونی لانگفورد در سال ۲۰۰۷

### جایزه گلدن گلوب
- برنده جایزه گلدن گلوب بهترین بازیگر نقش مکمل مرد برای فیلم آیریس در سال ۲۰۰۱
- کاندیدای جایزه گلدن گلوب بهترین بازیگر نقش مکمل مرد – سریال، سریال کوتاه یا فیلم تلویزیونی برای فیلم طوفان انباشته‌شده در سال ۲۰۰۲
- برنده جایزه گلدن گلوب بهترین بازیگر مرد مینی‌سریال یا فیلم تلویزیونی برای فیلم لانگ‌فورد در سال ۲۰۰۷

### جایزه انجمن بازیگران فیلم
- کاندیدای جایزه انجمن بازیگران فیلم بهترین اجرای گروهی برای فیلم مولن روژ! در سال ۲۰۰۱
- کاندیدای جایزه انجمن بازیگران فیلم بهترین بازیگر نقش مکمل برای فیلم آیریس در سال ۲۰۰۱
- کاندیدای جایزه انجمن بازیگران فیلم برای بهترین اجرای گروه بازیگران در مجموعه درام برای سریال بازی تاج‌وتخت در سال ۲۰۱۸